# Leichtathletik-Europameisterschaften 1982/Siebenkampf der Frauen

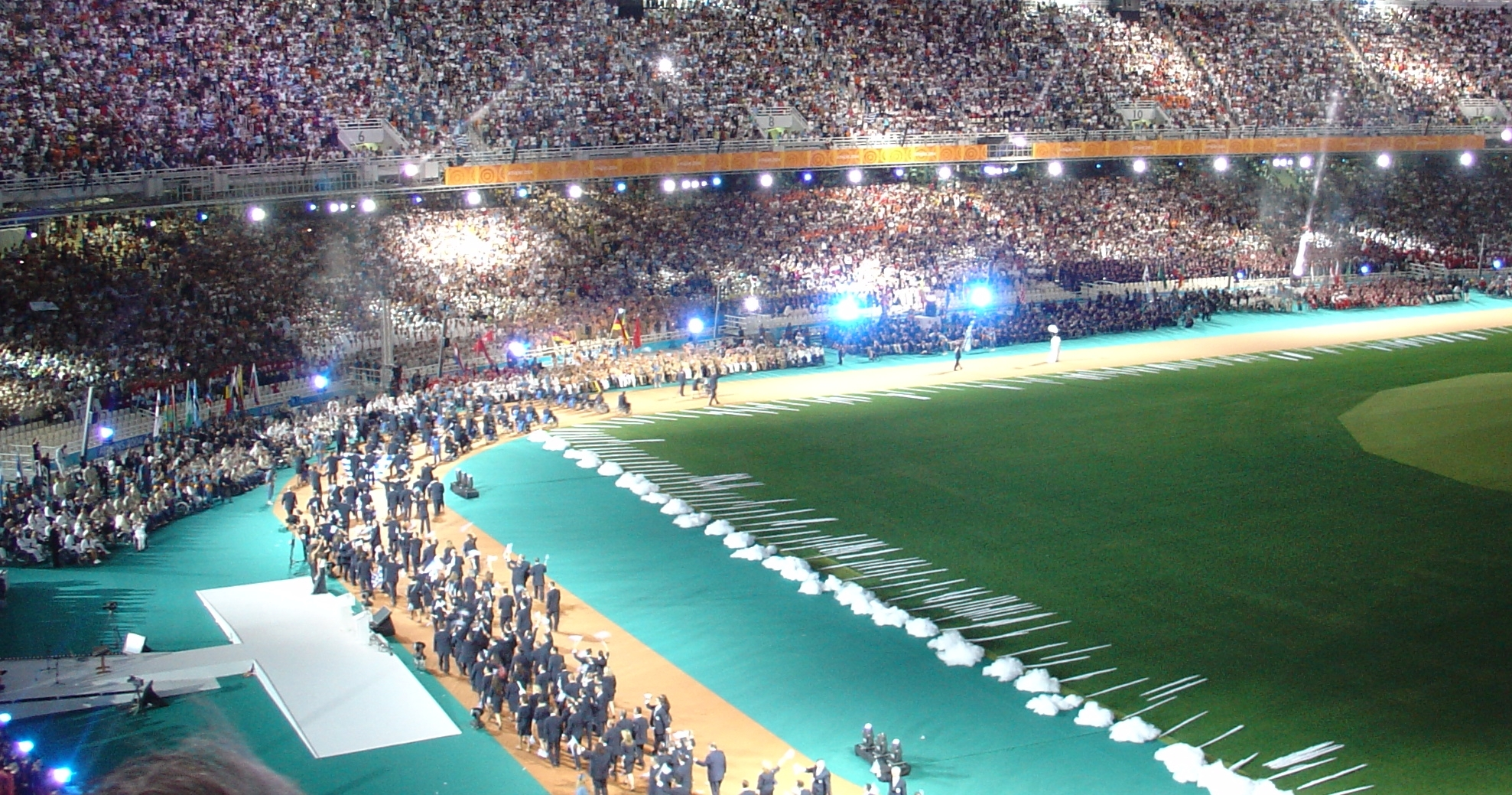
Das Athener Olympiastadion bei der Eröffnung der Paralympics 2004

Der Siebenkampf der Frauen bei den Leichtathletik-Europameisterschaften 1982 wurde am 9. und 10. September 1982 im Olympiastadion von Athen ausgetragen.
Zum ersten Mal bei einer großen internationalen Meisterschaft waren für die Mehrkämpferinnen sieben und nicht wie bisher fünf Disziplinen zu absolvieren. Neu war der Speerwurf, außerdem kam der 200-Meter-Lauf, der bis 1976 Teil des Fünfkampfs gewesen war, zurück in diesen Mehrkampf.
In diesem Wettbewerb gab es einen Doppelsieg für die Siebenkämpferinnen aus der DDR. Europameisterin wurde die Weltrekordinhaberin Ramona Neubert. Sie gewann vor Sabine Möbius, später als Sabine Paetz und dann als Sabine John am Start. Bronze ging an die bundesdeutsche Athletin Sabine Everts.

## Rekorde

### Bestehende Rekorde
| Weltrekord           | 6773 P 1980er Wert.                                               | 6845 P 1985er Wert.                                               | Ramona Neubert                                                    | Halle, DDR (heute Deutschland)                                    | 19./20. Juni 1982                                                 |
| Europarekord         | 6773 P 1980er Wert.                                               | 6845 P 1985er Wert.                                               | Ramona Neubert                                                    | Halle, DDR (heute Deutschland)                                    | 19./20. Juni 1982                                                 |
| Meisterschaftsrekord | Disziplin erstmals im Wettkampfprogramm von Europameisterschaften | Disziplin erstmals im Wettkampfprogramm von Europameisterschaften | Disziplin erstmals im Wettkampfprogramm von Europameisterschaften | Disziplin erstmals im Wettkampfprogramm von Europameisterschaften | Disziplin erstmals im Wettkampfprogramm von Europameisterschaften |

### Erster Meisterschaftsrekord
Europameisterin Ramona Neubert aus der DDR stellte im Wettbewerb am 9./10. September mit 6622 Punkten einen ersten EM-Rekord auf. Zu ihrem eigenen Welt- und Europarekord fehlten ihr 151 Punkte.

## Durchführung
Die sieben Disziplinen des Siebenkampfs fanden auf zwei Tage verteilt statt.

Tag 1 – 9. September: 100-Meter-Hürdenlauf, Hochsprung, Kugelstoßen, 200-Meter-Lauf

Tag 2 – 10. September: Weitsprung, Speerwurf, 800-Meter-Lauf
Gewertet wurde nach der von 1980 bis 1984 gültigen Punktetabelle.
Zur Orientierung und Einordnung der Leistungen sind zum Vergleich die nach heutigem Wertungssystem von 1985 erreichten Punktzahlen mitaufgeführt. Danach hätte es bei diesen Europameisterschaften eine Verschiebung gegeben: Kristine Tånnander auf Rang elf und Zsuzsa Vanyek als Zwölfte hätten ihre Plätze tauschen müssen.

Diese Vergleiche sind nur allerdings Anhaltswerte, denn als Grundlage müssen die jeweils unterschiedlichen Maßstäbe der Zeit gelten. Bei den nachfolgenden Europameisterschaften kam dann die heute gültige Wertung zur Anwendung.

## Legende
Kurze Übersicht zur Bedeutung der Symbolik – so üblicherweise auch in sonstigen Veröffentlichungen verwendet:
| CR | Championshiprekord |

## Ergebnis
9./10. September 1982
| Platz | Name                | Nation         | Punkte offiz. Wertung | Punkte 1985er Wertung |  | 100 m Hürden   | Hoch- sprung  | Kugel- stoßen | 200 m         |  | Stand n. Tag 1 (P) |  | Weit- sprung  | Speer- wurf   | 800 m             |
| 1     | Ramona Neubert      | DDR            | 6622 CR               | 6664                  |  | 13,61 s 916 P  | 1,83 m 1059 P | 15,02 m 896 P | 23,40 s 996 P |  | 3876               |  | 6,63 m 1041 P | 42,48 m 801 P | 2:11,06 min 910 P |
| 2     | Sabine Möbius       | DDR            | 6594000               | 6629                  |  | 12,89 s 1018 P | 1,83 m 1059 P | 13,51 m 810 P | 23,71 s 965 P |  | 3862               |  | 6,68 m 1051 P | 41,40 m 788 P | 2:11,55 min 903 P |
| 3     | Sabine Everts       | BR Deutschland | 6418000               | 6445                  |  | 13,46 s 937 P  | 1,89 m 1113 P | 11,81 m 707 P | 23,76 s 961 P |  | 3718               |  | 6,66 m 1047 P | 34,36 m 710 P | 2:08,71 s 943 P   |
| 4     | Anke Vater          | DDR            | 6390 000              | 6371                  |  | 13,81 s 890 P  | 1,83 m 1059 P | 15,26 m 909 P | 24,17 s 922 P |  | 3779               |  | 6,31 m 973 P  | 34,86 m 683 P | 2:08,09 min 954 P |
| 5     | Natalja Schubenkowa | Sowjetunion    | 6361000               | 6323                  |  | 13,37 s 949 P  | 1,80 m 1031 P | 13,23 m 793 P | 24,31 s 908 P |  | 3681               |  | 6,03 m 913 P  | 43,80 m 824 P | 2:08,76 min 943 P |
| 6     | Walentina Dimitrowa | Bulgarien      | 6324000               | 6313                  |  | 14,27 s 832 P  | 1,80 m 1031 P | 15,20 m 906 P | 25,11 s 837 P |  | 3606               |  | 6,29 m 969 P  | 43,28 m 816 P | 2:09,41 min 933 P |
| 7     | Judy Livermore      | Großbritannien | 6287000               | 6259                  |  | 13,48 s 934 P  | 1,89 m 1113 P | 14,00 m 838 P | 24,76 s 868 P |  | 3752               |  | 6,02 m 910 P  | 37,08 m 720 P | 2:11,49 min 904 P |
| 8     | Ljudmila Koljadina  | Sowjetunion    | 6101000               | 6057                  |  | 13,94 s 873 P  | 1,74 m 974 P  | 16,04 m 952 P | 24,97 s 849 P |  | 3648               |  | 6,08 m 924 P  | 44,22 m 830 P | 2:27,56 min 699 P |
| 9     | Tineke Hidding      | Niederlande    | 6016000               | 5932                  |  | 14,00 s 866 P  | 1,77 m 1002 P | 13,04 m 782 P | 24,63 s 879 P |  | 3529               |  | 6,04 m 915 P  | 37,20 m 722 P | 2:15,45 min 849 P |
| 10    | Corina Tifrea       | Rumänien       | 5988000               | 5919                  |  | 13,99 s 867 P  | 1,84 m 974 P  | 12,27 m 736 P | 24,89 s 856 P |  | 3433               |  | 6,22 m 954 P  | 39,52 m 763 P | 2:16,03 min 840 P |
| 11    | Kristine Tånnander  | Schweden       | 5984000               | 5900                  |  | 13,94 s 873 P  | 1,77 m 1002 P | 12,58 m 755 P | 25,09 s 839 P |  | 3469               |  | 5,95 m 895 P  | 40,04 m 767 P | 2:15,09 min 854 P |
| 12    | Zsusza Vanyek       | Ungarn         | 5957000               | 5905                  |  | 14,27 s 832 P  | 1,77 m 1002 P | 12,61 m 756 P | 25,09 s 839 P |  | 3429               |  | 6,48 m 1009 P | 33,84 m 666 P | 2:15,14 min 853 P |
| 13    | Małgorzata Nowak    | Polen          | 5948000               | 5851                  |  | 14,02 s 863 P  | 1,68 m 915 P  | 14,55 m 870 P | 24,98 s 848 P |  | 3496               |  | 5,95 m 895 P  | 39,34 m 756 P | 2:19,09 min 801 P |
| 14    | Florence Picaut     | Frankreich     | 5897000               | 5805                  |  | 13,74 s 899 P  | 1,80 m 1031 P | 13,05 m 783 P | 25,88 s 772 P |  | 3485               |  | 5,81 m 864 P  | 39,80 m 763 P | 2:20,39 min 785 P |
| 15    | Annette Tånnander   | Schweden       | 5810000               | 5732                  |  | 14,16 s 846 P  | 1,80 m 1031 P | 11,97 m 717 P | 26,75 s 702 P |  | 3296               |  | 5,92 m 888 P  | 45,62 m 851 P | 2:20,39 min 772 P |
| 16    | Corinne Schneider   | Schweiz        | 5737000               | 5623                  |  | 14,52 s 803 P  | 1,77 m 1002 P | 12,45 m 747 P | 26,20 s 746 P |  | 3298               |  | 5,69 m 837 P  | 43,34 m 817 P | 2:20,41 min 784 P |
| 17    | Anne Kyllönen       | Finnland       | 5623000               | 5486                  |  | 14,44 s 812 P  | 1,77 m 1002 P | 11,69 m 700 P | 25,78 s 780 P |  | 3294               |  | 5,76 m 853 P  | 31,24 m 621 P | 2:14,97 min 855 P |

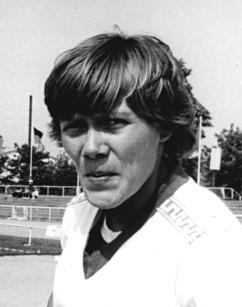
Vizeeuropameisterin Sabine Möbius – unter ihrem Namen Sabine Paetz wurde sie im Jahr 1983 Vizeweltmeisterin und eroberte in der darauffolgenden Saison den Weltrekord
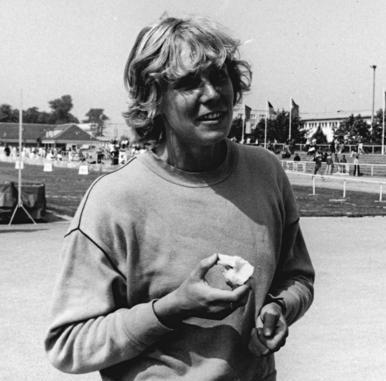
Anke Vater kam auf den vierten Platz – 1983 wurde sie WM-Dritte, 1986, von nun an als Anke Behmer am Start, Europameisterin und 1987 WM-Vierte
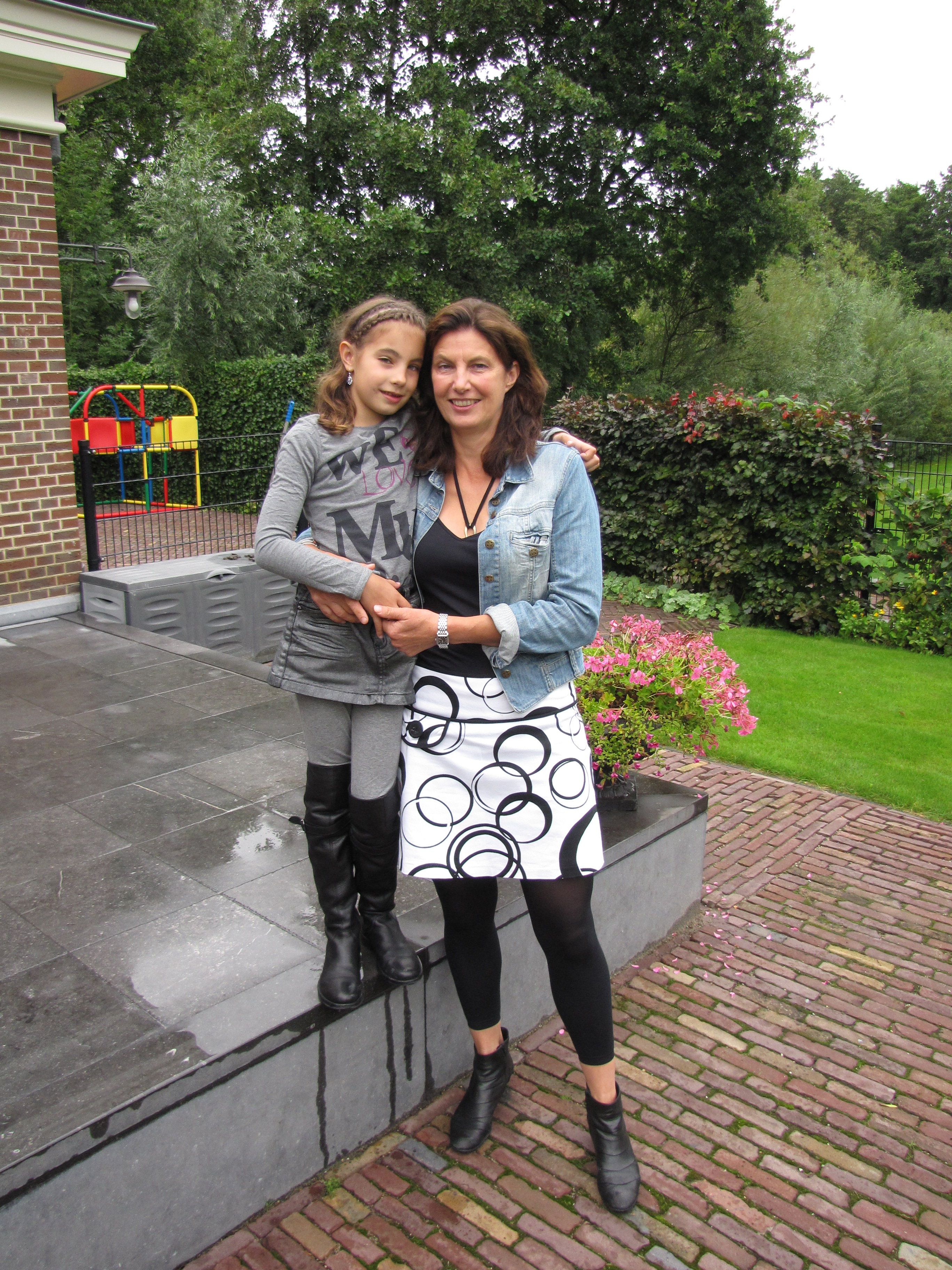
Tineke Hidding (hier mit ihrer Tochter im Jahr 2010) belegte Rang neun